# Ставки (Львовская область)
Ставки (укр. Ставки) — село в Ивано-Франковской поселковой общине Яворовского района Львовской области Украины.
Население по переписи 2001 года составляло 211 человек. Занимает площадь 1,5 км². Почтовый индекс — 81080. Телефонный код — 3259.

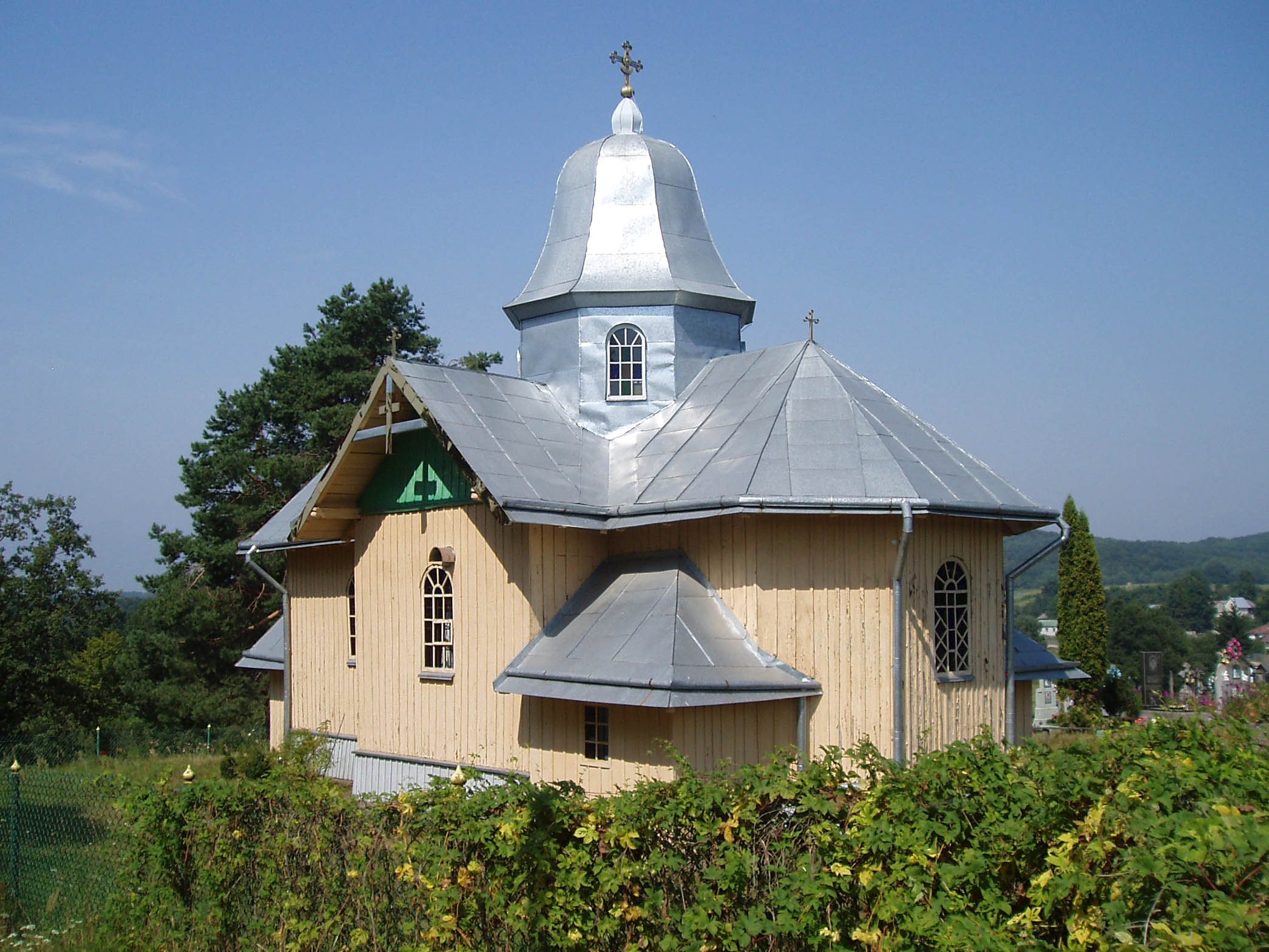
Церковь Рождества Богородицы